# Elaphria obliquirena
Elaphria obliquirena är en fjärilsart som beskrevs av George Francis Hampson 1918. Elaphria obliquirena ingår i släktet Elaphria och familjen nattflyn. Inga underarter finns listade i Catalogue of Life.